# Hornhausen
Hornhausen is een plaats en voormalige gemeente in de Duitse deelstaat Saksen-Anhalt, en maakt deel uit van de Landkreis Börde.
Hornhausen telt 1.752 inwoners.